# Pic du Montaigu
Pour les articles homonymes, voir Montaigu.

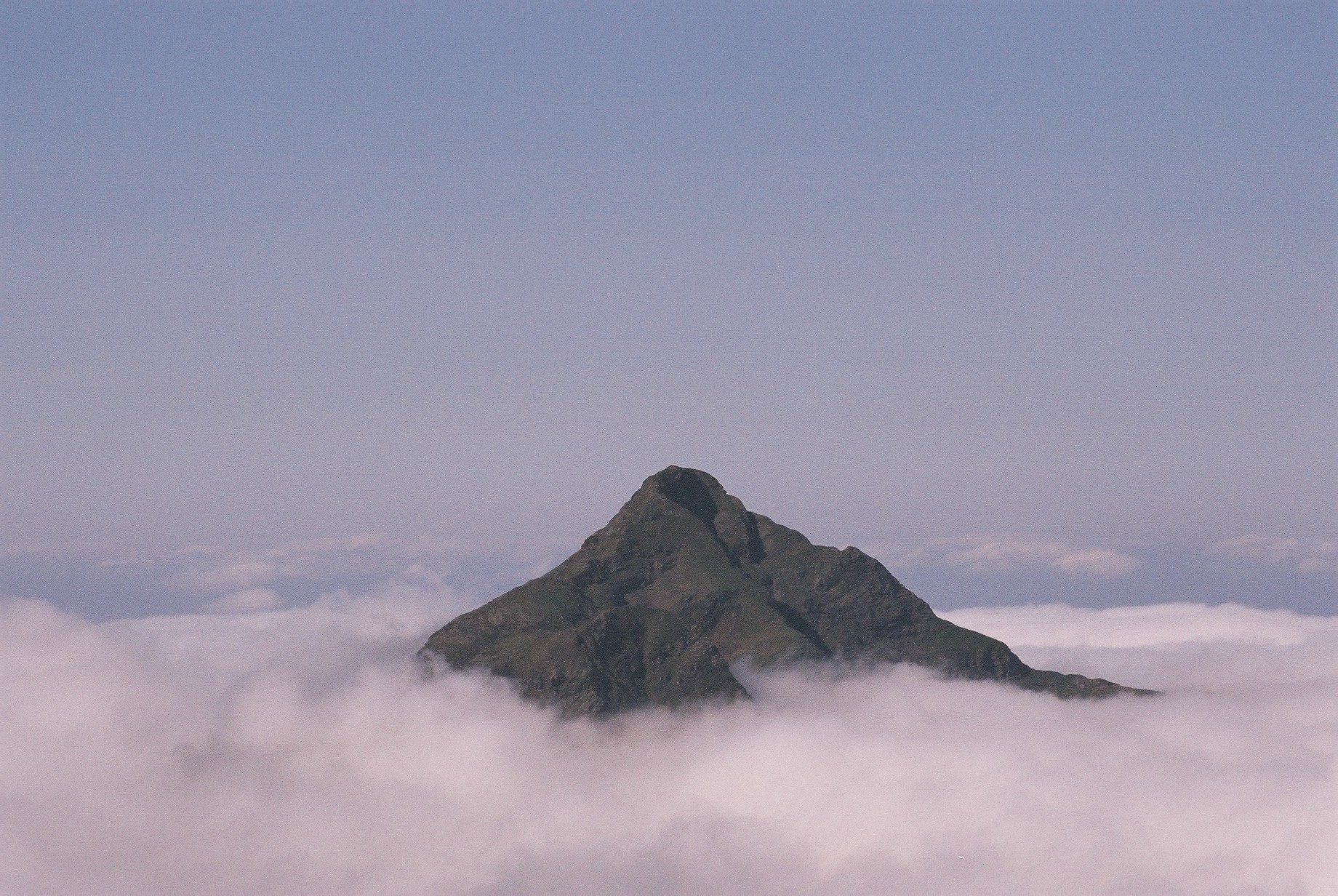
Vue du Montaigu depuis la Grande Estibère.

Le pic du Montaigu est un sommet avancé des Pyrénées française situé en Bigorre (altitude : 2 339 m).
À son sommet, une plaque mémoriale en marbre est posée à la mémoire de David Casnabet « à mon amoureux de ses Pyrénées 1968 - 2010 ». D'autres petits ex-voto ou singularités figurent dans des anfractuosités des rochers (comme une petite Vierge de Lourdes).

## Toponymie
Montaigu vient de l'occitan mountagut qui signifie le « mont aigu ».

## Voies d'accès
L'accès se fait par la vallée de Lesponne ou par les crêtes d'Hautacam.
Par la vallée de Lesponne, il faut compter cinq heures de marche pour atteindre le sommet depuis le lieu-dit du Chiroulet en vallée de Lesponne. Il faut compter 2 heures depuis le départ pour la cascade de Magenta.
Par Hautacam et les crêtes, il faut compter 3 à 4 heures de marche pour atteindre le sommet depuis le parking du col du Moulata, en passant par les pics de Barran, le pic du Mont (facultatifs) et le col de Barran (1 934 m).